# Twierdza Golubac
Twierdza Golubac (serb. Голубачки град) – średniowieczna forteca położona na południowym brzegu Dunaju, przed Żelazną Bramą, ok. 5 km od miejscowości Golubac w Serbii, wyznacza zachodnią granicę Parku Narodowego Đerdap. 

## Położenie
Twierdza leży w okręgu braniczewskim ok. 5 km na wschód od miejscowości Golubac w północno-wschodniej Serbii przy granicy z Rumunią. Wznosi się na południowym brzegu Dunaju przed Żelazną Bramą i wyznacza zachodnią granicę Parku Narodowego Đerdap. Po drugiej stronie rzeki, na terenie Rumunii, znajdują się ruiny zamku Laslowar.   

## Historia
Twierdza została wzniesiona przez Węgrów w miejscu rzymskiego Castrum Columbarum najprawdopodobniej w drugiej połowie XIII wieku. Po raz pierwszy Golubac wzmiankowany jest jednak dopiero w 1335 roku, jako węgierska twierdza graniczna. W 1391 roku forteca została zajęta przez Turków. Przez wieki przechodziła z rąk do rąk Węgrów, Turków, Serbów i Habsburgów, by w 1867 roku znaleźć się w posiadaniu Serbii. 12 czerwca 1428r, podczas walki z Turkami, w Golubacu zginął Zawisza Czarny z Garbowa, co jest upamiętnione tablicą.  

## Architektura
Z twierdzy zachowało się dziewięć wieży wznoszących się na wysokość 20–25 m. Mury twierdzy, o średniej grubości 2,8 m, biegną od rzeki w górę wzdłuż stromych zboczy. W latach 20. XX w. przez dwie bramy twierdzy przeprowadzono nowe drogi. Wody rzeki podniosły się po zbudowaniu, w latach 1963–1972, elektrowni wodnej Đerdap, co daje wrażenie, że ruiny „wyrastają” z wody. Twierdza ma status zabytku o szczególnym znaczeniu.
Wśród projektów realizowanych w ramach Strategii UE dla Regionu Dunaju (ang. EU Strategy for Danube Region, EUSDR) z funduszy Instrumentu Pomocy Przedakcesyjnej (ang. Instrument for Pre-accession Assistance, IAP) miała być sfinansowana rekonstrukcja twierdzy Golubac do końca 2016 roku. W terminie tym wykonano jednak jedynie 15% prac i nie wiadomo kiedy projekt zostanie ukończony.